# فحص الشذوذات
الموجات فوق الصوتية الشاذة وهي عملية فحص الجنين تحدث في النصف الثاني من الحمل، لا سيما بين 18 و 22 أسبوعًا من الحمل. في هذه المرحلة يتم فحص بالموجات فوق الصوتية، لأعضاء مختلفة من الجنين مثل المعدة والقلب والكلى وغيرها، وحالة المشيمة وموضعها، ومستوى السائل الأمنيوسي، وقياس أعضاء الجنين مثل محيط الرأس (HC)، ومحيط البطن (AC) وعظم الفخذ (FL) وياك كذلك فحص تحديد الجنس.

## العناصر المراد فحصها
تقوم هذه الموجات فوق الصوتية الواردة خلال هذهِ العملية بفحص عظام الجنين وقلبه ودماغه ونخاعه الشوكي ووجهه وكليتيه وبطنه. علمًا أن هذا الكشف سيكشف أيضًا عن إمكانية حدوث المشاكل التالية:
| حالات الجنين | حالات المشيمة | حالات الأمهات |
| --- | --- | --- |
| - انعدام الدماغ - مشقوق الشفة - فتق الحجاب الحاجز - انسداد معوي - أومفلوسيلة - عيب خلقي في القلب - التكاثر الكلوي - السنسنة المشقوقة - خلل التنسج العظمي الغضروفي - متلازمة إدواردز - متلازمة باتو | - المشيمة المنزاحة - فاسا بريفيا - مشيمة ملتصقة - 2 ـ إناء الحبل - النتح الفص - يحيط المشيمة - إدخال الحبل الخيطي | - كتل المبيض - تشوهات الرحم الخلقية - الحاجز الرحمي - الرحم ذو القرنين - الورم العضلي الأملس الرحمي - عنق رحم قصير |

### تحديد الجنس
غالبًا ما يُلاحظ جنس الجنين أثناء الفحص، ولكن يمكن أيضًا اكتشافه أثناء الفحص الرباعي. ومع ذلك، لا يُنصح بإجراء الفحص لغرض وحيد هو تحديد جنس الجنين دون إشارة طبية.
وبشكل عام إنَّ هذه الموجات فوق الصوتية (الموجهة في الأسبوع العشرين من الحمل) تفحص العملية الطبيعية لنمو الجنين وسيصف الطبيب اختبارات إضافية مثل بزل السلى أو السل في حالة وجود أي حالات مشبوهة.

## تحديد الجنس
تُفَضِل العديد من النساء الحوامل معرفة جنس أطفالهن قبل الولادة. فعل القدماء ذلك بناءً على التجربة ورؤية بعض العلامات، لكنهم خمنوا في كثير من الأحيان العديد من الطُرق. يتم ذلك حاليًا في بداية الفصل الثاني باستخدام الموجات فوق الصوتية للبطن بناءً على تشخيص نوع العضو التناسلي المتكون في الجنين.
من الصعب الحصول على صورة فحص جيدة للجنين إذا كان الجنين مستلقيًا بشكل غير واضح أو يتحرك كثيرًا، أو إذا توجد زيادة في الوزن ويوجد الكثير من الأنسجة الدهنية في البطن؛ لذلك فإن احتمال عدم التعرف على الجنس هذا الأسبوع يرجع أيضًا إلى الظروف المذكورة حاليًا.

## إجراء
يتم إجراء هذا الفحص بين 18 إلى 22 أسبوعًا من الحمل؛ ولكن عادةً ما يتم إجراؤه في الأسبوع 19، كعنصر من مكونات الرعاية الأم ما قبل الولادة.
قبل 18 أسبوعًا من الحمل، قد تكون أعضاء الجنين ذات حجم وتطور غير كافٍ لإجراء تقييم بالموجات فوق الصوتية. قد يحدد الفحص الإجراء الذي يتم إجراؤه بعد 22 أسبوعًا من الحمل من القدرة على السعي لإنهاء الحمل، اعتمادًا على التشريعات المحلية أو طبية.
تستخدم المميزة تقنية ثنائية الأبعاد (2D) لتقييم بُنية الجنين والمشيمة وحجم السائل الأمنيوسي. يتم أيضًا تقييم أعضاء حوض الأم. يتم الحصول على المشاهدات باستخدام مسبار الموجات فوق الصوتية في البطن.
لا يُنصح باستخدام الموجات فوق الصوتية ثلاثية الأبعاد (3D) للاستخدام الروتيني أثناء الفحص، ولكن يمكن استخدام الموجات فوق الصوتية ثلاثية الأبعاد لتقييم التشوهات المشتبه بها للجنين.

### القيام بالعملية
هذه الموجات فوق الصوتية تعتبر مريحة وليست مزعجة إلى حدٍ ما وتكون مدتها قصيرة نسبيًا لا تحتاج إلى الصيام أو أن تكون المثانة ممتلئة أو فارغة للقيام بذلك. في هذا الموجات فوق الصوتية، بعد وضع هلام خاص على جلد البطن، يتحرك (مقبض خاص بالموجات فوق الصوتية للتصوير) على البطن لفحص جسم الطفل بالكامل. بعد القيام بذلك، يتم عرض صورة كبيرة بالأبيض والأسود للجنين على الشاشة المتصلة بالجهاز. هذه الموجات ليست مزعجة ولكنها قد تضغط قليلاً على البطن أثناء العملية لإظهار صورة أفضل للجنين.